# Chlívce
Chlívce (německy Chliwitz) jsou malá vesnice, část města Stárkov v okrese Náchod. Nachází se asi 2,5 km na jihozápad od Stárkova. V roce 2009 zde bylo evidováno 43 adres. V roce 2011 zde trvale žilo 42 obyvatel.
Chlívce je také název katastrálního území o rozloze 2,72 km².

## Pamětihodnosti
- Obecní lípa, památný strom